# Douglas Lima
Douglas Lima (ur. 5 stycznia 1988 w Goiânie) – brazylijski zawodnik mieszanych sztuk walki (MMA), trzykrotny posiadacz pasów Bellator MMA w wadze półśredniej z 2014, 2016 i od 2019.

## Kariera sportowa
W MMA zadebiutował 14 lipca 2006 pokonując Carlosa Julio Molestine przez nokaut. 9 lutego 2007 przegrał przez techniczny nokaut z Amerykaninem Mattem Brownem. 26 marca 2010 wygrał turniej REDLINE Middleweight Grand Prix natomiast od 12 listopada 2010 do 9 maja 2011 był mistrzem kanadyjskiej organizacji Maximum Fighting Championship w wadze półśredniej (-77 kg). 9 maja 2011 podpisał kontrakt z Bellator FC, a zadebiutował w niej 10 września tego samego roku pokonując Amerykanina Steve’a Carla na punkty w ramach ćwierćfinału turnieju wagi półśredniej. 12 listopada 2011 na Bellator 57 znokautował Amerykanina Bena Saundersa w finale turnieju, otrzymując szanse walki o mistrzostwo wagi półśredniej. 
6 kwietnia 2012 przegrał walkę o tytuł mistrza z byłym amerykańskim zapaśnikiem Benem Askrenem jednogłośnie na punkty. Na początku 2013 roku wystartował w kolejnym turnieju, który ponownie wygrał, pokonując Rosjanina Michaiła Cariewa, Amerykanina Bryana Bakera i w finale w rewanżowej walce Bena Saundersa, wszystkich zwyciężając przed czasem. 
18 kwietnia 2014 na gali Bellator 117 pokonał przed czasem Amerykanina Ricka Hawna zdobywając tym samym zwakowane przez Askrena mistrzostwo wagi półśredniej. Tytuł stracił w pierwszej obronie 17 lipca 2015 na rzecz Rosjanina Adrieja Korieszkowa z którym przegrał jednogłośnie na punkty. 
Po pokonaniu 16 lipca 2016 na punkty Brytyjczyka Paula Daleya otrzymał ponownie szansę walki o pas z Korieszkowem. Do walki doszło 10 listopada 2016 na gali Bellator 164 w Tel Awiwie. Lima zwyciężył w mistrzowskim pojedynku, nokautując Rosjanina w trzeciej rundzie i zdobywając ponownie pas mistrza.
24 czerwca 2017 obronił mistrzostwo, wygrywając z  Lorenzem Larkinem jednogłośnie na punkty. 20 stycznia 2018 na Bellator 192 przegrał z Rorym MacDonaldem jednogłośnie na punkty, tracąc tym samym pas na jego rzecz.
26 października 2019 na gali Bellator MMA 232, w rewanżowej walce o pas z Rorym MacDonaldem pokonał rywala jednogłośnie na punkty. Do tego wygrał turniej Grand Prix Bellator MMA wagi półśredniej, co skutkowało zdobyciem pasa mistrza tej kategorii wagowej i czekiem na milion dolarów.

## Osiągnięcia

### Mieszane sztuki walki
- 2010: REDLINE Middleweight Grand Prix – 1. miejsce w turnieju wagi średniej (-84 kg)
- 2010–2011: mistrz MFC w wadze półśredniej (-77 kg)
- 2011: Bellator Season 5 Welterweight Tournament – 1. miejsce w turnieju wagi półśredniej
- 2013: Bellator Season 8 Welterweight Tournament – 1. miejsce w turnieju wagi półśredniej
- 2014–2015: mistrz Bellator MMA w wadze półśredniej
- 2016–2018: mistrz Bellator MMA w wadze półśredniej
- 2019-2021: mistrz Bellator MMA w wadze półśredniej